# Synchronicity (HY+BIGMAMAのアルバム)
『Synchronicity』（シンクロニシティ）は、HYとBIGMAMAがHY+BIGMAMA名義で発表したコラボレーションアルバム。2016年7月6日にユニバーサルミュージックよりリリースされた。

## 概要
HYとしては前作『LIFE』から1年ぶり、BIGMAMAとしては前作『The Vanishing Bride』から1年5ヶ月ぶりのリリース。CDには、完全な共作、それぞれの新曲、お互いのカバー曲、参加し合う曲など計11曲収録されている。CDのみの通常盤と、MVやレコーディング等の様子を追ったドキュメンタリー映像が収められたDVDが同梱された初回限定盤の2形態でのリリースとなっている。
アルバムタイトルの『Synchronicity』は、「意味のある偶然の一致」を意味している。コラボの経緯としては、BIGMAMAが10周年を迎える2016年、多くのアーティストと楽しいことをしたいと考えている中、東出真緒がHYと共演したいと発言したことから、HYに声をかけたことが始まりである。HY側も、HYとBIGMAMAはメンバーが5人、女性メンバーを1人擁する、他にもライブの雰囲気が似ているという点から、運命を感じたと発言している。

## 楽曲解説
シンクロニシティ
アルバム表題曲。MVが作られている。
楽曲のアイデアはBIGMAMAが用意し、後からHYが肉付けするような制作方法をとった。
Weekend Magic
MVが作られている。
MVは、丸眼鏡をかけた金井政人が、カフェで仕事をするという内容である。
NIJIKAN TRIP -MAMA TRIP-
HY「NIJIKAN TRIP」のアレンジ曲。
新里英之は、「この曲がストリングスを待っていたのではないかと思うほどマッチしている」と発言している。
MUTOPIA in Okinawa
BIGMAMA「MUTOPIA」のアレンジ曲
沖縄の人に喜んでもらえるようなアレンジを目指した楽曲。
愛しあって許しあって貴方と共に
HY「愛しあって許しあって」のアレンジ曲。
金井政人は「既存のメロディラインを崩さずに歌うのが難しかった」「レコーディングに2時間以上」と発言している。

## 収録曲

### CD
| #         | タイトル                                       | 作詞                                    | 作曲              | 編曲       | 時間  |
| --------- | ---------------------------------------------- | --------------------------------------- | ----------------- | ---------- | ----- |
| 1.        | 「シンクロニシティ」(HY+BIGMAMA)               | HY+BIGMAMA                              | HY+BIGMAMA        | HY+BIGMAMA | 4:24  |
| 2.        | 「Weekend Magic」(BIGMAMA)                     | 金井政人                                | BIGMAMA           | BIGMAMA    | 3:16  |
| 3.        | 「僕空」(HY)                                   | Hideyuki Shinzato                       | Hideyuki Shinzato | HY         | 3:38  |
| 4.        | 「NIJIKAN TRIP -MAMA TRIP-」(HY+BIGMAMA)       | Shun Naka                               | Shun Naka         | HY+BIGMAMA | 4:02  |
| 5.        | 「MUTOPIA in Okinawa」(HY+BIGMAMA)             | Masato Kanai・Shun Naka・Shinsuke Kyoda | BIGMAMA           | HY+BIGMAMA | 4:54  |
| 6.        | 「アカイト・イズ・ト」(HY+BIGMAMA)             | 金井政人                                | BIGMAMA           | HY+BIGMAMA | 4:11  |
| 7.        | 「Good Day」(HY)                               | Shun Naka                               | Shun Naka         | HY         | 3:59  |
| 8.        | 「風になって花になって」(HY)                   | Hideyuki Shinzato・Izumi Nakasone       | Hideyuki Shinzato | HY         | 5:24  |
| 9.        | 「天国の花は枯れない」(BIGMAMA)                | 金井政人                                | BIGMAMA           | BIGMAMA    | 4:41  |
| 10.       | 「Sweet Dreams(bittersweet)」(BIGMAMA)         | 金井政人                                | BIGMAMA           | BIGMAMA    | 4:31  |
| 11.       | 「愛しあって許しあって貴方と共に」(HY+BIGMAMA) | Izumi Nakasone                          | Izumi Nakasone    | HY+BIGMAMA | 6:25  |
| 合計時間: | 合計時間:                                      | 合計時間:                               | 合計時間:         | 合計時間:  | 49:25 |

### DVD（初回限定盤のみ）
1. Synchronicity Project Document
2. シンクロニシティ（Music Video）

## 演奏
HY
- 新里英之：Vocal & Guitar
- 名嘉俊：Drums & Vocal
- 許田信介：Bass
- 仲宗根泉：Keyboards & Vocal
- 宮里悠平：Guitar & Chorus

BIGMAMA
- 金井政人：Vocal & Guitar
- 柿沼広也：Guitar & Vocal
- リアド偉武：Drums & Programming
- 安井英人：Bass
- 東出真緒：Violin, Keyboards & Vocal

- 横山裕章：Programming & All Other Instruments (#1)
- 草間敬：Programming (#2.5.6.7.9.10)
- 川口大輔
  - Sound Produce (#3)
  - Strings Arrangement (#8)
- 南條由起ストリングス：Strings (#8)
- 後藤勇一郎：Strings Arrangement (#11)
- 後藤勇一郎ストリングス：Strings (#11)
- Kurt Jensen, Lilia Silva, Ilana Labourene, Marcelo Hakozaki, Jessica Imai Dawson & Special Members：Chorus (#11)